# Charles Nicolas Aubé
Charles Nicholas Aubé (n. 6 mai 1802, Paris — d. 15 octombrie 1869, Crépy) a fost un medic și entomolog francez.

## Biografie
Aubé a studiat farmacia la Paris, cu o diplomă în 1824 și era interesat la acel timp foarte mult de botanică. Apoi a studiat medicina cu un doctorat în 1829 (cu o teză despre scabie).
Cu Pierre François Marie Auguste Dejean a publicat un catalog sistematic despre coleoptere (Spécies général des coléoptères 1825).
În 1826 s-a căsătorit cu sora criticului literar Gustave Planche.
Aubé a fondat familia Haliplidae (Haliplidae, 1836) și a descris pentru prima dată Haliplus fluviatilis.
În 1842 și 1864 a fost președinte al Société entomologique de France. El a participat în 1832 la fondarea sa.

## Scrieri
- Pselaphiorum monographia cum synonymia extricata, Paris 1833, Archive